# 希俄斯城堡

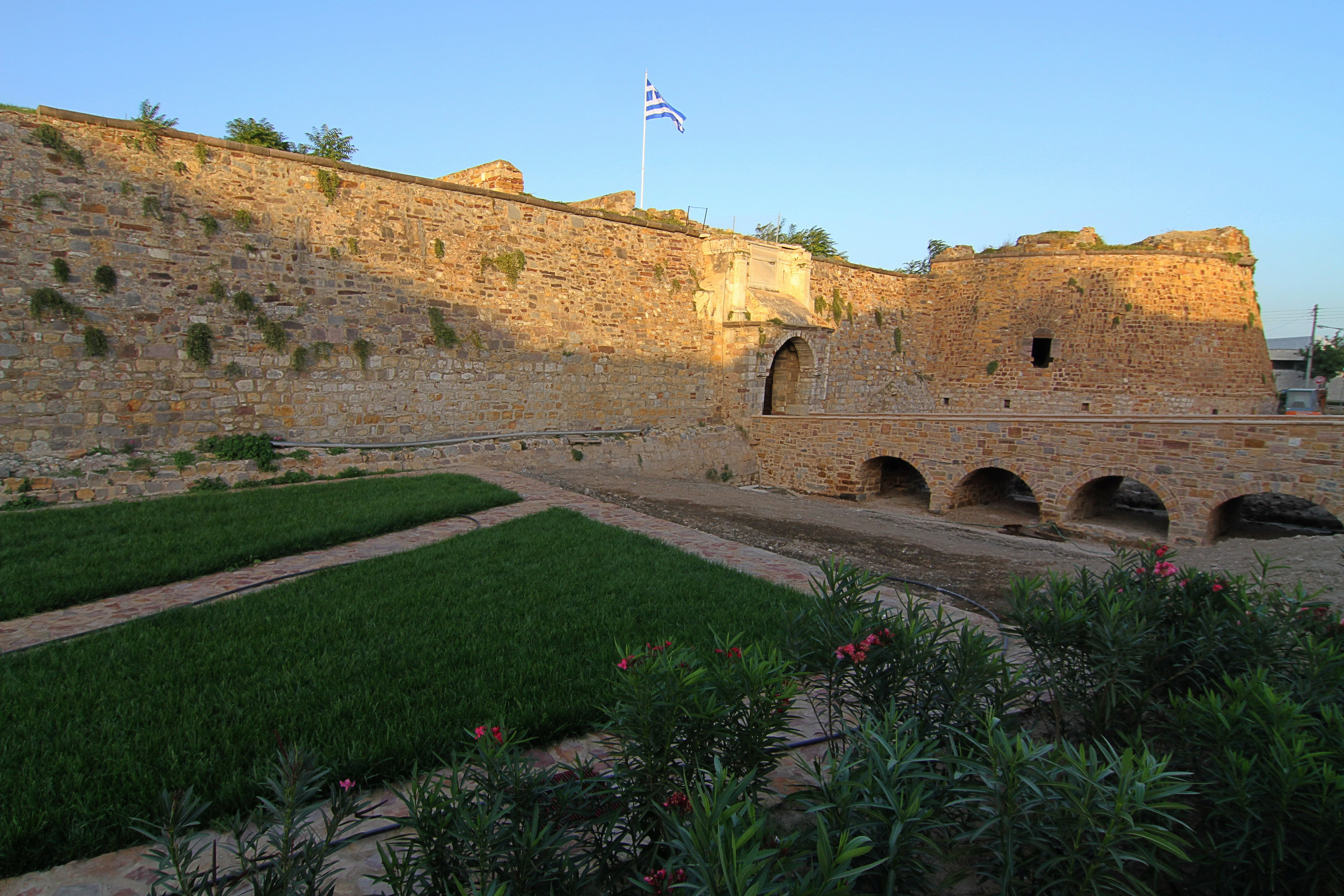
希俄斯城堡，2013年

希俄斯城堡（英语：Castle of Chios）是希腊希俄斯岛希俄斯城的一座中世纪城堡。
该城堡毗邻希俄斯的主要港口，其东侧面临爱琴海。居民区由高大石墙和各种防御设施环绕，后者用于保卫居民，抵御海军的攻击和围困。
该城堡建于中世纪。最初的建造者是10世纪的拜占庭帝国。现在的建筑是由在14至16世纪期间统治该岛的热那亚共和国扩建。

### 圣乔治教堂

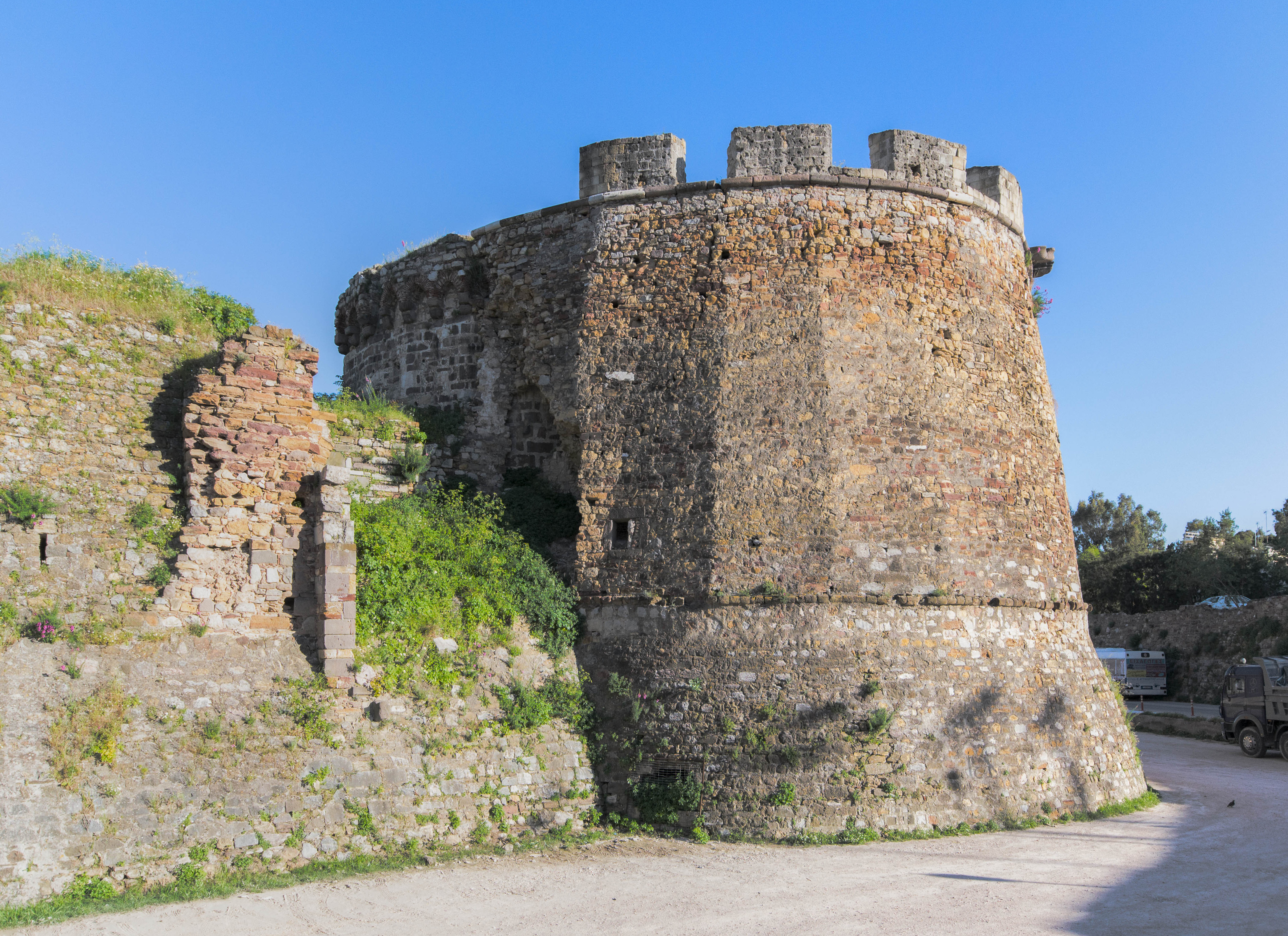
希俄斯城堡，2012年

圣乔治教堂位于城堡的主要街道圣乔治街。它最初是一个拜占庭教堂，可以追溯到10世纪或11世纪。后来成为热那亚教堂。1566年奥斯曼帝国征服该岛后，海军上将皮亚尔帕夏将教堂的西部改为老清真寺。清真寺在1881年地震后重建，后来成为现在的圣乔治教堂。

### 土耳其浴室
在城堡区的北部，有土耳其浴室。